# Morimotoa gigantea
Morimotoa gigantea är en skalbaggsart som beskrevs av Uéno 1996. Morimotoa gigantea ingår i släktet Morimotoa och familjen dykare. Inga underarter finns listade i Catalogue of Life.